# امید لطیفی
امید لطیفی (زادهٔ ۳۰ شهریور ۱۳۷۸) یک بازیکن فوتبال اهل ایران است که برای باشگاه فوتبال استقلال تهران بازی می‌کند.